# Моравия (кантон)
Моравия (исп. Moravia) — кантон в провинции Сан-Хосе Коста-Рики.

## География
Находится на севере провинции. Граничит на западе с провинцией Эредия. Административный центр — Сан-Висенте.

## Округа
Кантон разделён на 3 округа:
1. Сан-Висенте
2. Сан-Херонимо
3. Ла-Тринидад